# Oberonia marginata
Oberonia marginata är en orkidéart som beskrevs av Henry Nicholas Ridley. Oberonia marginata ingår i släktet Oberonia och familjen orkidéer. Inga underarter finns listade i Catalogue of Life.